# 徐菁遙
徐菁遙（英語：Suki Chui，1984年9月22日—），香港商人，原名徐淑敏，曾為模特兒、演員，前香港無綫電視女藝員，是2006年度香港小姐競選旅遊大使獎得主，於婚後誕下三名女兒後逐漸息影。

## 演藝生涯
2006年，徐淑敏參與2006年度香港小姐競選，獲得旅遊大使獎，於比賽前被視為當選熱門人選但最終落選，後來成為無綫電視力捧的新晉藝人。2009年8月10日，根據《蘋果日報》報道，徐淑敏與年長12年的飲食業界才俊黃浩認識兩個月後，於同年11月15日結婚，此時女方已懷有身孕，翌年3月15日誕下長女。
2011年5月，徐淑敏再次懷孕，並在同年誕下次女。
2012年7月及2013年7月出版《甜美素肌》及《甜美淨肌》，並於2012年8月開設自家天然護膚品牌的網上商店SÈVE。2014年1月8日，徐淑敏正式與無綫電視解除合約，徹底退出娛樂圈。同年，徐淑敏第三度懷孕，幼女在当年出生。
2017年，她在社交網站宣佈更名為「徐菁遙」。

## 演出

### 比賽
- 2006年：2006年度香港小姐競選決賽

### 節目主持（無綫電視）
- 2006年：最緊要正字
- 2009年：咁至識食
- 2011年：甜姐兒

### 電視劇（無綫電視）
| 首播   | 劇名               | 角色                  |
| 2007年 | 緣來自有機         | 江子菁（Yoyo）        |
| 2007年 | 鐵咀銀牙           | 柳依依                |
| 2008年 | 野蠻奶奶大戰戈師奶 | Gloria                |
| 2008年 | 最美麗的第七天     | 許美娜（Ella）        |
| 2009年 | 巾幗梟雄           | 丘 敏（二少奶、阿敏） |
| 2011年 | 仁心解碼           | 呂詠之（Gigi）        |

### 電影
- 2009年：我的最愛（L for Love, L for Lies）飾 Tiffany（客串演出）

## 著作
- 2009年：《和味無窮》
- 2012年：《甜美素肌》
- 2013年：《甜美淨肌》

## 獎項
- 2006年度香港小姐旅遊大使奬
- 壹電視大獎2007：最有前途女新人奬

## 外部連結
- 徐菁遙的新浪微博
- 徐菁遙的Instagram帳戶
- 徐菁遙在互联网电影资料库（IMDb）上的資料（英文）